# CCDC57
CCDC57‏ (Coiled-coil domain containing 57) هوَ بروتين يُشَفر بواسطة جين CCDC57 في الإنسان.